# Brunello Rondi
Pour les articles homonymes, voir Rondi.
Brunello Rondi, né le 26 novembre 1924 à Tirano et mort le 7 novembre 1989 à Rome, est un réalisateur et scénariste italien, connu pour son travail pour Roberto Rossellini et Federico Fellini.

## Biographie
Brunello Rondi commence sa carrière dans l'industrie du cinéma comme scénariste du film Ultimo amore de Luigi Chiarini en 1947. Jusqu'en 1988, il écrit une trentaine de scénarios, et occupe aussi les fonctions d'aide réalisateur et de directeur artistique dans ces productions.
Il est nommé en 1961 avec Federico Fellini, Ennio Flaiano et Tullio Pinelli pour un Ruban d'argent du meilleur scénario dans La dolce vita, mais le prix va aux scénaristes de Rocco et ses frères. Les mêmes quatre personnes sont nommées pour Oscar du meilleur scénario original, mais c'est William Inge qui l'emporte pour La Fièvre dans le sang.
En 1960, il commence aussi une carrière en tant que réalisateur. Son film d'horreur Le Démon dans la chair est nommé à la Mostra de Venise en 1963 pour le prix de la première œuvre, mais le prix va à En söndag i september de Jörn Donner. Il a réalisé treize films en tout jusqu'en 1982.
En 1964, il remporte avec Federico Fellini, Ennio Flaiano et Tullio Pinelli le Ruban d'argent du meilleur scénario pour Huit et demi. Il est à nouveau nommé avec Fellini, Flaiano et Pinelli à l'Oscar du meilleur scénario original de 1964 qui va néanmoins à James Webb pour La Conquête de l'Ouest. Il remporte en 1966 le Laceno d'oro (it) du meilleur film au festival du film néoréaliste.
Brunello Rondi est le frère de Gian Luigi Rondi, critique de cinéma.

## Filmographie

### comme aide réalisateur
- 1947 : Ultimo amore, regia di Luigi Chiarini
- 1950 : Les Onze fioretti de François d'Assise (Francesco, giullare di Dio) de Roberto Rossellini, sous le nom Brunello Gay
- 1955 : L'ultimo amante de Mario Mattoli

### comme réalisateur
- 1962 : Une vie violente (Una vita violenta) avec Paolo Heusch
- 1963 : Le Démon dans la chair (Il demonio)
- 1967 : Domani non siamo più qui
- 1968 : Più tardi Claire, più tardi...
- 1970 : Mes mains sur ton corps (Le tue mani sul mio corpo)
- 1972 : Racconti proibiti... di niente vestiti
- 1972 : Valeria dentro e fuori (it)
- 1973 : Tecnica di un amore (it)
- 1973 : L'Hystérique aux cheveux d'or (Ingrid sulla strada)
- 1974 : Pénitencier de femmes perverses (Prigione di donne)
- 1976 : I prosseneti
- 1976 : Vicieuse et manuelle (Velluto nero)
- 1982 : La vocazione di Suor Teresa (it)

### comme scénariste
- 1947 : Ultimo amore de Luigi Chiarini
- 1950 : Les Onze fioretti de François d'Assise (Francesco, giullare di Dio) de Roberto Rossellini
- 1952 : Heureuse Époque (Altri tempi) d'Alessandro Blasetti
- 1952 : Europe 51 (Europa '51) de Roberto Rossellini
- 1960 : Les Évadés de la nuit (Era notte a Roma) de Roberto Rossellini
- 1962 : Une vie violente (film, 1962) de Paolo Heusch et Brunello Rondi
- 1962 : Boccace 70 (Boccaccio '70), épisode Les tentations du docteur Antoine de Federico Fellini
- 1963 : Le Démon dans la chair (Il demonio) de Brunello Rondi
- 1963 : Huit et demi (8½) de Federico Fellini
- 1965 : Juliette des esprits (Giulietta degli spiriti) de Federico Fellini
- 1967 : Domani non siamo più qui de Brunello Rondi
- 1967 : Arabella de Mauro Bolognini
- 1968 : Più tardi Claire, più tardi... de Brunello Rondi
- 1969 : Les Deux Sœurs (Le sorelle) de Roberto Malenotti
- 1969 : Échec à la reine (Scacco alla regina) de Pasquale Festa Campanile
- 1970 : Le tue mani sul mio corpo de Brunello Rondi
- 1972 : Racconti proibiti... di niente vestiti de Brunello Rondi
- 1972 : Valeria dentro e fuori (it) de Brunello Rondi
- 1973 : Tecnica di un amore (it) de Brunello Rondi
- 1973 : Ingrid sulla strada de Brunello Rondi
- 1974 : Pénitencier de femmes perverses (Prigione di donne) de Brunello Rondi
- 1976 : I prosseneti
- 1976 : Vicieuse et manuelle de Brunello Rondi
- 1978 : Prova d'orchestra de Federico Fellini
- 1980 : La Cité des femmes (La città delle donne) de Federico Fellini
- 1982 : La vocazione di Suor Teresa (it) de Brunello Rondi
- 1988 : Pigmalione 88 de Flavio Mogherini

### comme acteur
- 1963 : Les Heures de l'amour (Le ore dell'amore) de Luciano Salce
- 1969 : Colpo di stato (it) de Luciano Salce

## Distinctions
- Nastro d'Argento (Ruban d'argent) du meilleur scénario en 1964 pour Huit et demi.

### Crédits de traduction
- (de) Cet article est partiellement ou en totalité issu de l’article de Wikipédia en allemand intitulé « Brunello Rondi » (voir la liste des auteurs).

- (it) Cet article est partiellement ou en totalité issu de l’article de Wikipédia en italien intitulé « Brunello Rondi » (voir la liste des auteurs).